# Страйкерсвілл (Нью-Йорк)
Страйкерсвілл (англ. Strykersville) — переписна місцевість (CDP) в США, в окрузі Вайомінг штату Нью-Йорк. Населення — 682 особи (2020).

## Географія
Страйкерсвілл розташований за координатами 42°42′29″ пн. ш. 78°26′54″ зх. д. / 42.70806° пн. ш. 78.44833° зх. д. (42.708011, -78.448374).  За даними Бюро перепису населення США в 2010 році переписна місцевість мала площу 8,86 км², уся площа — суходіл.

## Демографія
Згідно з переписом 2010 року, у переписній місцевості мешкало 647 осіб у 266 домогосподарствах у складі 191 родини. Густота населення становила 73 особи/км².  Було 279 помешкань (31/км²).
Расовий склад населення:
| - 97,8 % — білих - 0,2 % — вихідців з тихоокеанських островів - 0,2 % — корінних американців - 0,2 % — чорних або афроамериканців - 0,2 % — азіатів |

До двох чи більше рас належало 1,4 %. Частка іспаномовних становила 2,2 % від усіх жителів.
За віковим діапазоном населення розподілялося таким чином: 20,4 % — особи молодші 18 років, 64,6 % — особи у віці 18—64 років, 15,0 % — особи у віці 65 років та старші. Медіана віку мешканця становила 42,5 року. На 100 осіб жіночої статі у переписній місцевості припадало 93,1 чоловіків;  на 100 жінок у віці від 18 років та старших — 90,7 чоловіків також старших 18 років.
Середній дохід на одне домашнє господарство  становив 68 402 долари США (медіана — 55 682), а середній дохід на одну сім'ю — 78 867 доларів (медіана — 63 393). Медіана доходів становила 61 875 доларів для чоловіків та 31 667 доларів для жінок. За межею бідності перебувало 2,6 % осіб, у тому числі 4,5 % дітей у віці до 18 років та 4,2 % осіб у віці 65 років та старших.
Цивільне працевлаштоване населення становило 344 особи. Основні галузі зайнятості: освіта, охорона здоров'я та соціальна допомога — 16,6 %, виробництво — 16,3 %, роздрібна торгівля — 13,1 %, будівництво — 12,8 %.